# Detestande feritatis

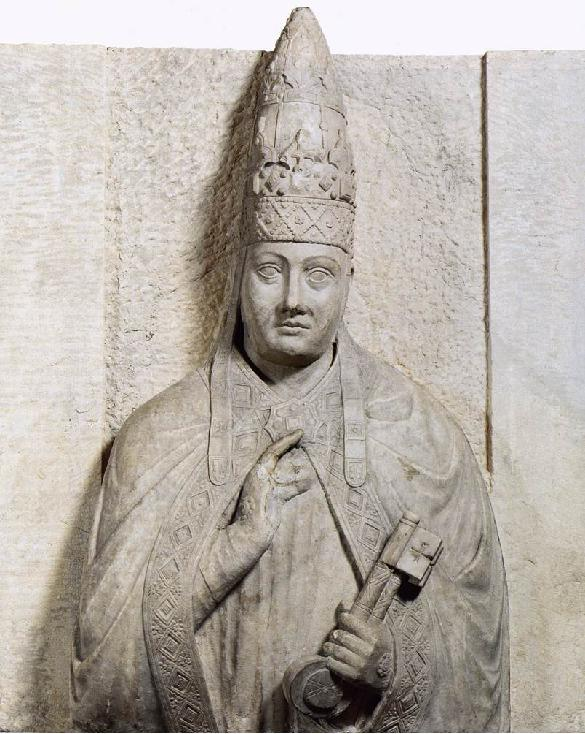
Scultura raffigurante Papa Bonifacio VIII, l'emittente della decretale Detestande feritatis.

Detestande feritatis è una decretale emanata da papa Bonifacio VIII il 27 settembre 1299 e promulgato una seconda volta il 18 febbraio 1300. Essa dichiara la sua ferma opposizione alla macellazione dei cadaveri, ma anche e soprattutto al loro smembramento.

## Contenuti
La pratica che veniva condannata nella bolla era stata a lungo giustificata in precedenza dalla motivazione di un più agevole trasporto delle spoglie dal luogo della morte a quello prescelto per la sepoltura, ma questa era ormai divenuta volontaria, come testimoniano numerosi testamenti. Il testo pontificio privilegia la sostituzione di questo metodo con la sepoltura delle spoglie nel luogo della morte fino ridurre queste in polvere per decomposizione prima di un'eventuale esumazione e poi di un ipotetico trasferimento nell'ultima dimora. La sanzione stabilita è la scomunica.

## Interpretazioni
La decretale va considerata, secondo Agostino Paravicini Bagliani, "come intervento ufficiale e solenne a favore dell'integrità del corpo: forse il più solenne che si esprimesse nel medioevo". Essa inoltre testimonierebbe "una personale esacerbazione del papa per il corpo", esacerbazione che tradisce, ad esempio, la sua decisione, appena eletto, di far costruire un sepolcro con una figura distesa che ne rappresentasse il volto come se fosse vivo. Bonifacio VIII è noto anche per aver ordinato l'erezione sistematica di statue raffiguranti il suo ritratto scolpito davanti al Laterano e al Vaticano oltre che in città come Firenze, Bologna, Orvieto e Anagni.
Secondo l'epistemologo Rafael Mandressi, la Detestande feritatis non interdì in alcun modo lo sviluppo dell'antropotomia, contrariamente a quanto si pensava da tempo («abbiamo sezionato prima della promulgazione del decreto, così come abbiamo sezionato anche subito dopo.»), per cui cadde rapidamente in disuso per quanto riguarda il suo scopo specifico: in Francia quasi tutti i re e le regine da Filippo il Bello ottennero dai papi speciali dispense per aggirare il divieto.